# Carrera armamentista naval sudamericana
La carrera armamentista naval sudamericana inicio a principios del siglo XX entre Argentina, Brasil y Chile cuando el gobierno brasileño ordenó la construcción de tres acorazados de tipo dreadnoughts, buques formidables cuyas características aventajaban con mucho las de otros buques de guerra por entonces en servicio en las marinas del mundo.[cita requerida]
En 1904 la Armada brasileña se encontraba a sí misma en una situación de gran desventaja con respecto a las marinas de guerra argentina y chilena, tanto en calidad como en tonelaje total. Desde la caída del emperador brasileño Pedro II en 1889 y las subsecuentes revueltas navales de 1891 y 1893-94 pocos navíos habían sido ordenados, mientras que sus rivales continentales Argentina y Chile había apenas concluido una carrera armamentista naval de quince años, durante la cual ambos países habían puesto en servicio una gran cantidad de buques de guerra modernos. El aumento de la demanda mundial de café y caucho significó para el gobierno brasileño un gran aumento en sus ingresos, y se tomó la decisión de dedicar parte de esos dineros a corregir dicho desequilibrio naval. Se creía que la construcción de una marina de guerra fuerte jugaría un papel esencial en el objetivo de convertir al país en una potencia internacional.[cita requerida]
A finales de 1905 el Gobierno brasileño encargó a la compañía británica Armstrong Whitworth la construcción de tres pequeños acorazados, pero dichos planes fueron rápidamente desechados tras la aparición en escena del revolucionario acorazado británico HMS Dreadnought en 1906. En su lugar, los brasileños ordenaron tres dreadnoughts de la clase Minas Geraes (se construirían dos; el Minas Gerais y el São Paulo), una clase de buques de guerra que rápidamente se convirtió en un símbolo de prestigio internacional, de manera similar a las armas nucleares en la actualidad. Esta iniciativa atrajo las miradas de todo el mundo sobre esta nueva nación en ascenso: al tiempo que periódicos y políticos de las grandes potencias alertaban de que Brasil vendería los navíos a un país en guerra, los Gobiernos de Argentina y Chile cancelaban inmediatamente su pacto de limitación de armamentos navales, ordenando cada uno la construcción de dos dreadnoughts (de las clases Rivadavia y Almirante Latorre, respectivamente).[cita requerida]
El tercer dreadnought brasileño se enfrentó a una considerable oposición política debida a una nueva crisis económica y a la llamada Revolta da Chibata (Revuelta del látigo, en español), durante la cual las tripulaciones de sus dos nuevos acorazados se amotinaron y amenazaron con abrir fuego sobre Río de Janeiro si sus reclamos no eran atendidos. A pesar de esos incidentes, Armstrong logró que Brasil cumpla con sus obligaciones contractuales. La construcción del tercer acorazado brasileño, llamado preliminarmente Rio de Janeiro, fue detenida varias veces a causa de repetidos cambios en el diseño. Poco después colapsaron los booms de las exportaciones brasileñas de café y caucho. Preocupados ante la posibilidad de que el buque fuese superado por los más grandes buques de las clases super-dreadnoughts, los brasileños vendieron el barco aún incompleto al Imperio otomano en 1913.[cita requerida]
El inicio de la Primera Guerra Mundial en 1914 imposibilitó a los países sudamericanos adquirir más buques de guerra, poniendo fin a la carrera armamentista naval. En mayo de 1914 el Gobierno brasileño había ordenado la construcción de un nuevo acorazado, el Riachuelo, pero con el estallido del conflicto esos planes se cancelaron. Los británicos compraron los dos acorazados chilenos antes de que termine su construcción, siendo uno de ellos vendido nuevamente a Chile en 1920. Los dos dreadnoughts argentinos, habiendo sido construidos en los Estados Unidos, país neutral al inicio del conflicto, escaparon dicha suerte y entraron en servicio en 1914 y 1915. Aunque varios planes sudamericanos de expansión naval de la posguerra incluían la adquisición de nuevos dreadnoughts, no se construyó ninguno. Finalmente los tres países firmaron en 1915 el conocido como Pacto ABC.[cita requerida]

## Orígenes: rivalidad naval, revueltas, y cultivos de exportación

### Carrera armamentista entre Argentina y Chile

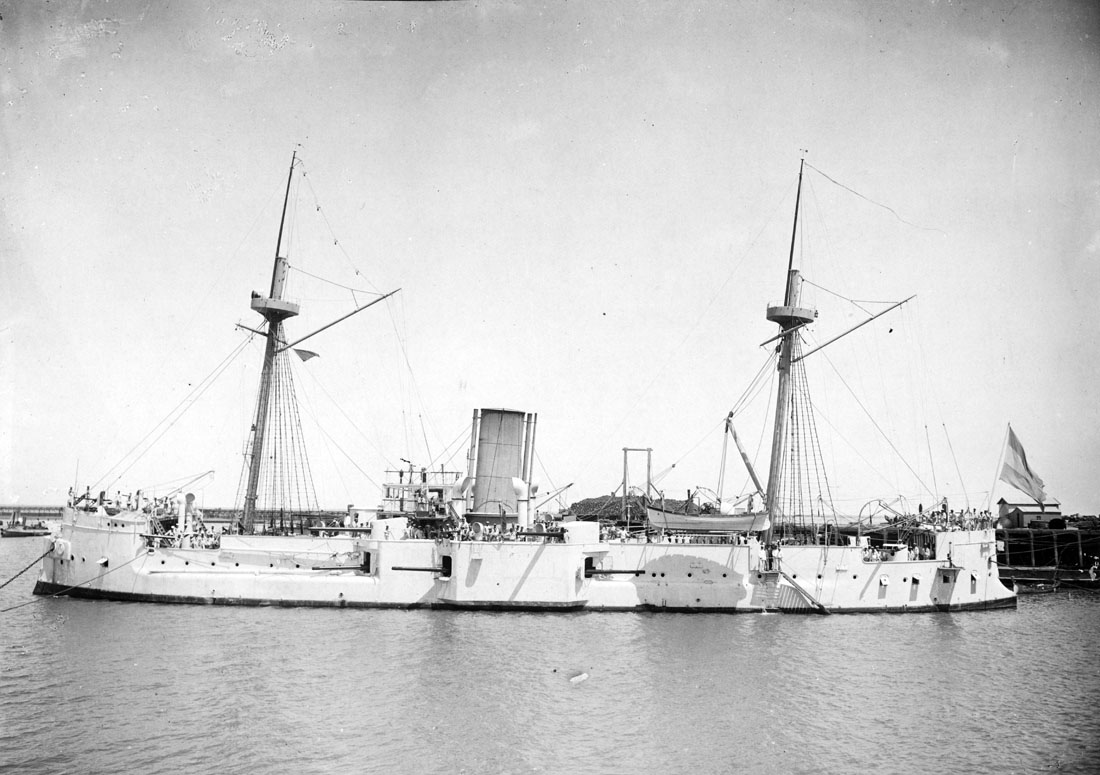
El monitor argentino ARA Almirante Brown

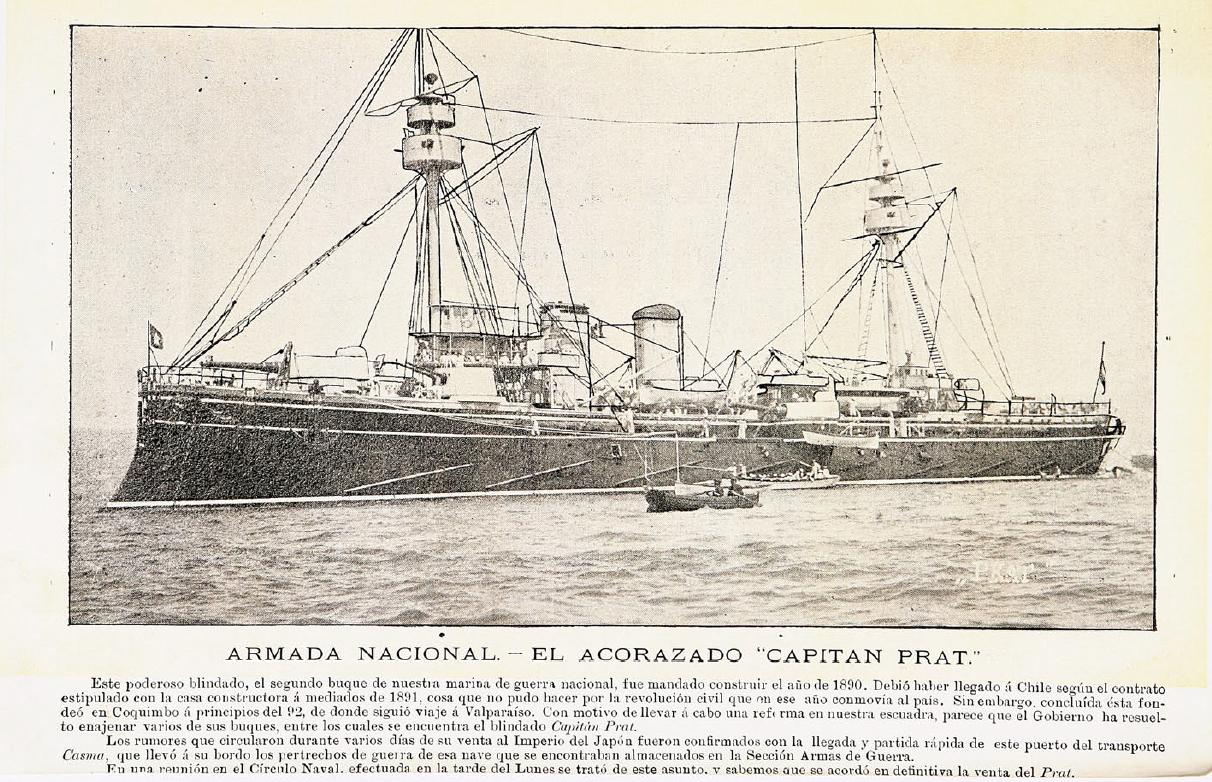
El acorazado chileno Capitán Prat

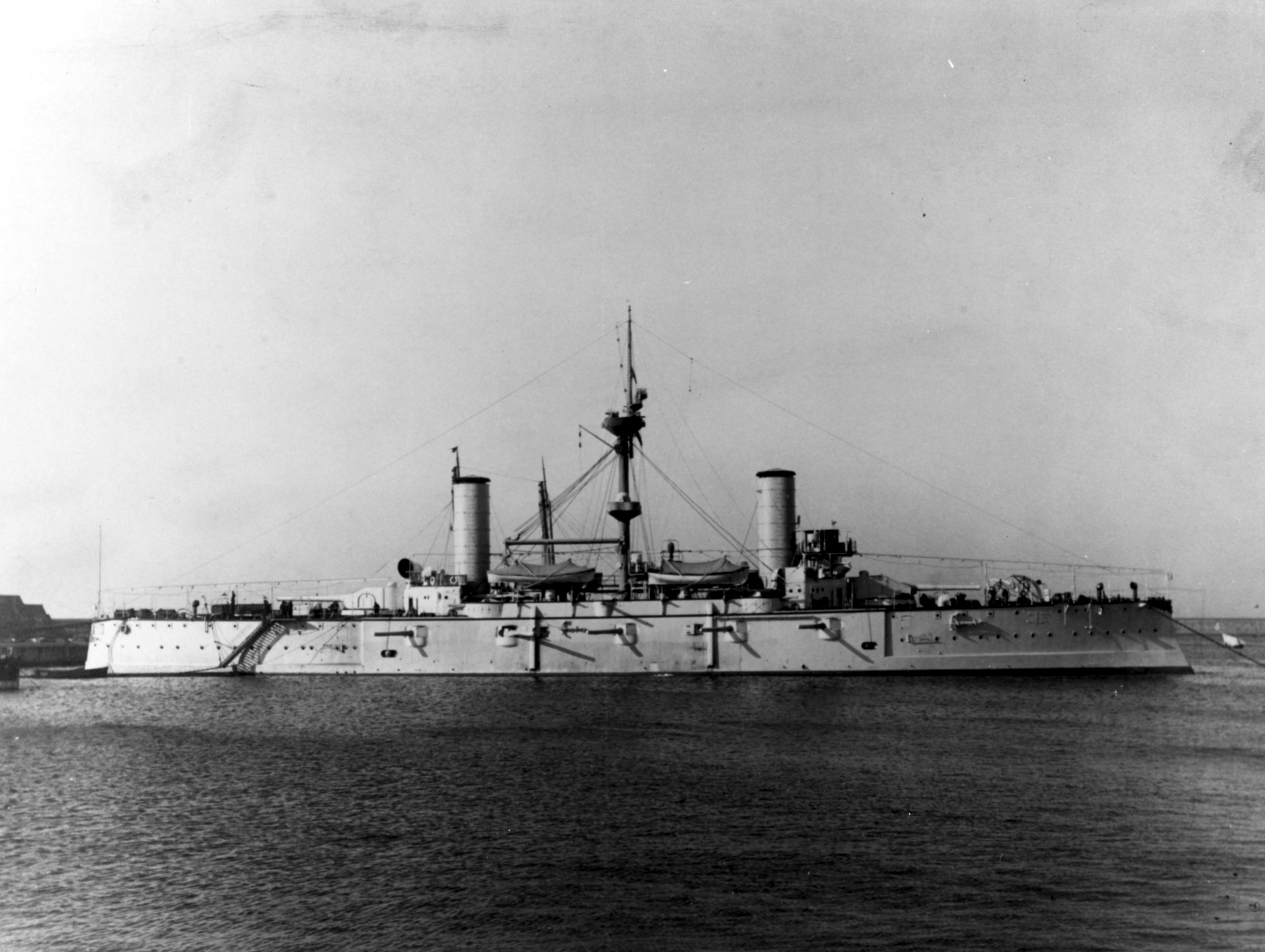
El crucero acorazado argentino ARA Garibaldi

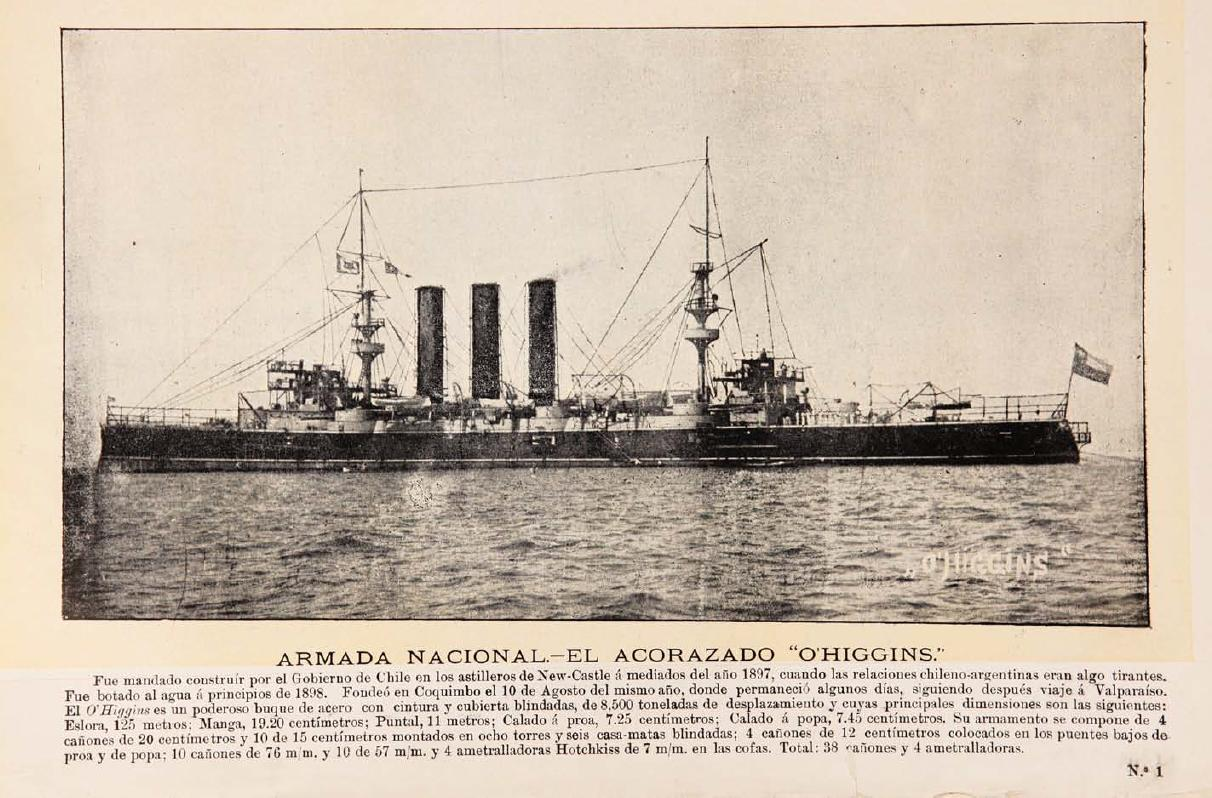
El crucero acorazado chileno O´Higgins

Las disputas entre Argentina y Chile por el control de la Patagonia, la región más meridional de Sudamérica, habían creado un clima de tensión entre ambos países desde la década de 1840. Los problemas se agudizaron en 1872 y 1878, cuando buques de guerra chilenos capturaron barcos mercantes que habían recibido licencia del Gobierno argentino para operar en el área disputada.[cita requerida]
En 1877 un buque argentino hizo lo propio a un barco estadounidense con licencia chilena, un incidente que estuvo cerca de provocar una guerra en noviembre de 1878, cuando Argentina decidió enviar un escuadrón naval al río Santa Cruz. La Armada chilena respondió de la misma forma, y la guerra se evitó solo con la firma de un tratado firmado rápidamente. Durante los años siguientes ambos gobiernos se vieron distraídos por otros asuntos: Argentina intensificó sus operaciones militares contra la población indígena (1870-84) y Chile se vio envuelto en la guerra del Pacífico contra Bolivia y Perú (1879-83). Aun así, ambas naciones encargaron la construcción de varios buques: los chilenos contrataron un crucero protegido, el Esmeralda, mientras que los argentinos contrataron dos buques de guerra, el monitor de torreta central Almirante Brown y el crucero protegido Patagonia.[cita requerida]
En 1887 el Gobierno chileno añadió 3.129.500 de £ al presupuesto de su Armada, que aún se organizaba en torno a dos antiguos monitores de batería central de la década de 1870: el Almirante Cochrane y el Blanco Encalada. Chile ordenó la construcción del acorazado Capitán Prat, dos cruceros protegidos, el Presidente Errázuriz y el Presidente Pinto, y dos torpederos, que fueron lanzados en 1890. El Gobierno argentino respondió rápidamente ordenando dos acorazados el Independencia y el Libertad, iniciándose así una carrera armamentista naval entre ambos países que se prolongó durante toda la década de 1890, aún en medio de la costosa guerra civil chilena de 1891.[cita requerida]
Las dos naciones fueron alternando sus pedidos de construcción de cruceros entre 1890 y 1895, cada uno de los cuales iba añadiendo una pequeña mejora en las características con respecto al buque anterior. Argentina intensificó la carrera en julio de 1895 al comprar un crucero acorazado de la clase Giuseppe Garibaldi italiana, el Garibaldi. Chile respondió ordenando su propio crucero acorazado, el O'Higgins, y seis buques torpederos; el Gobierno argentino replicó ordenando al instante otro crucero acorazado a la firma de ingeniería italiana Ansaldo (el San Martín), contratando luego la construcción de dos más: el General Belgrano y el Pueyrredón.[cita requerida]
La carrera armamentista aminoró por un corto tiempo luego de que en 1899 el embajador de los Estados Unidos ante Argentina, William Paine Lord, mediase exitosamente en una disputa limítrofe en la región de la Puna de Atacama; sin embargo, para 1901 ambos países estaban nuevamente contratando la construcción de más buques. La Armada argentina compró a Italia otros dos cruceros acorazados y la Armada chilena replicó ordenando la construcción de dos acorazados predreadnought de la clase Constitución en astilleros británicos. Argentina respondió firmando cartas de intención con Ansaldo en mayo de 1901 para la construcción de dos grandes acorazados. En 1902 Chile adquirió el crucero protegido Chacabuco, de fabricación inglesa.[cita requerida]
La creciente disputa intranquilizó a los miembros del Gobierno británico: el estallido de una guerra parecía una posibilidad bastante real, y un conflicto armado afectaría los considerables intereses comerciales británicos en la región. Tanto Argentina como Chile importaban manufacturas británicas, mientras que el Reino Unido importaba grandes cantidades de cereales de Argentina -en su mayor parte transportados por el Río de la Plata- y nitratos de Chile. El Gobierno británico medió en las negociaciones entre ambos países por intermedio de su enviado en Chile, las cuales concluyeron con éxito con la firma de los Pactos de Mayo el 28 de mayo de 1902, unos de cuyos convenios ponía un límite a los armamentos navales de ambas naciones y les prohibía adquirir buques de guerra adicionales durante un período de cinco años sin notificar primero a la otra parte con dieciocho meses de anticipación. Los buques de guerra en construcción fueron vendidos al Reino Unido y a Japón.[cita requerida]
Los acorazados chilenos se convirtieron en los acorazados británicos de la clase Swiftsure, mientras que los cruceros acorazados argentinos pasaron a constituir la clase de cruceros japoneses Kasuga. No está claro si los dos acorazados argentinos fueron realmente ordenados, pero en cualquier caso los planes fueron rápidamente anulados. Los buques Capitán Prat, Garibaldi y Pueyrredón fueron desarmados, con la excepción de sus baterías principales, ya que no se disponía de grúas capaces de remover las torretas de los cañones de los cruceros.[cita requerida]

### Declive y reaparición del Brasil 1889-1906

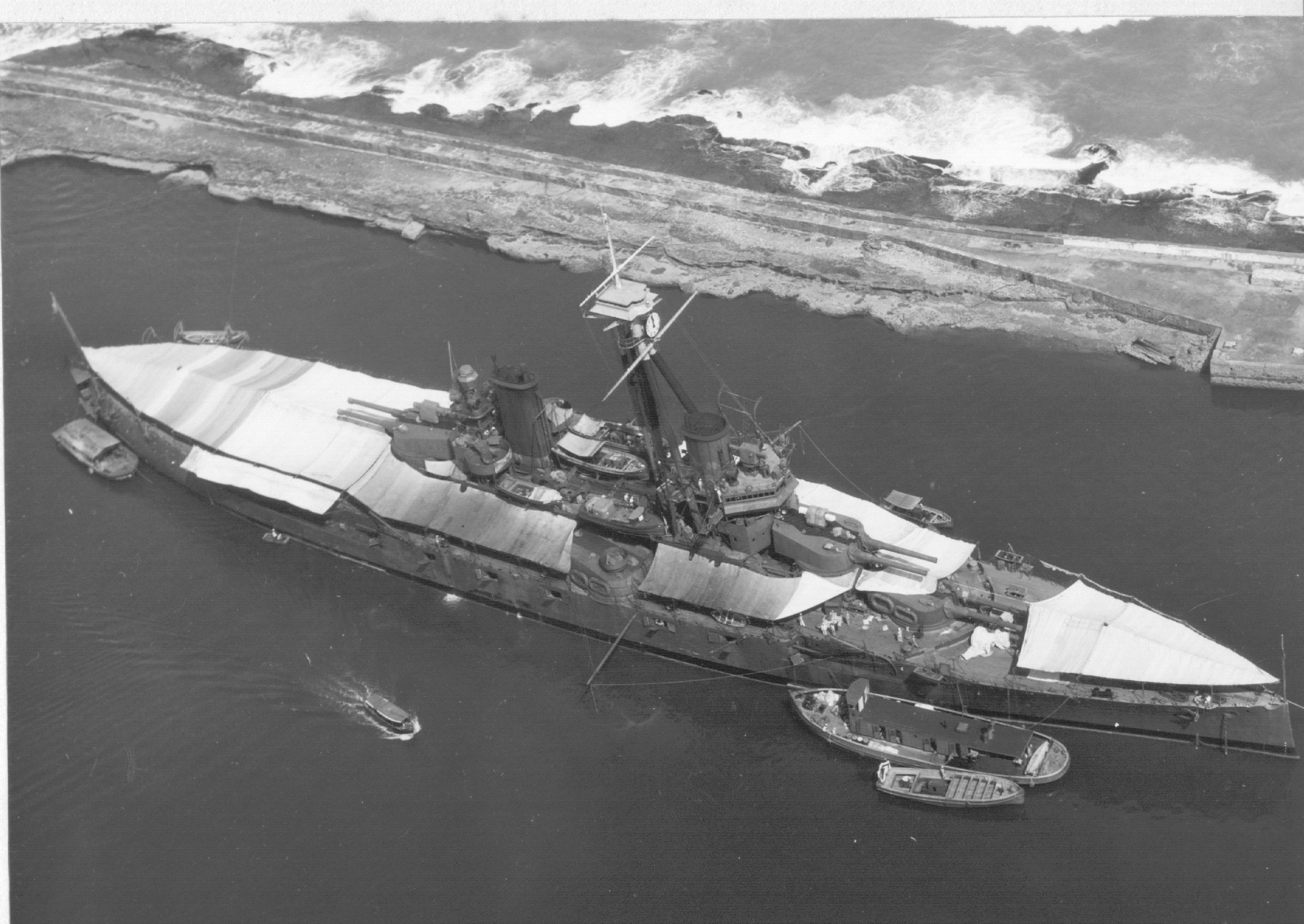
Vista aérea del São Paulo; las torretas están en ambos lados de la superestructura.

Tras la revolución de 1889, que provocó la caída del emperador Don Pedro II, de dos revueltas navales (1891 y 1893-94), de la Revolución Federalista (1893-95) y de la guerra de Canudos (1896-97), la marina de guerra brasileña cayó en un estado de deterioro y obsolescencia. En 1896 la marina tenía apenas el 45 % de su personal autorizado, y sus únicos buques blindados modernos eran dos pequeños navíos de defensa costera botados en 1898. Con defensas tan dilapidadas, José Paranhos Jr., Barón de Río Branco y ministro de relaciones exteriores del Brasil, afirmó "En tales condiciones, usted...comprende cuán enojado estoy y todas las preocupaciones que tengo. Lo único que protege aún al Brasil son la fuerza moral y el antiguo prestigio -remanentes de la era imperial-, cuando aún existía previsión en este país..."[cita requerida]

## La respuesta de Argentina y Chile

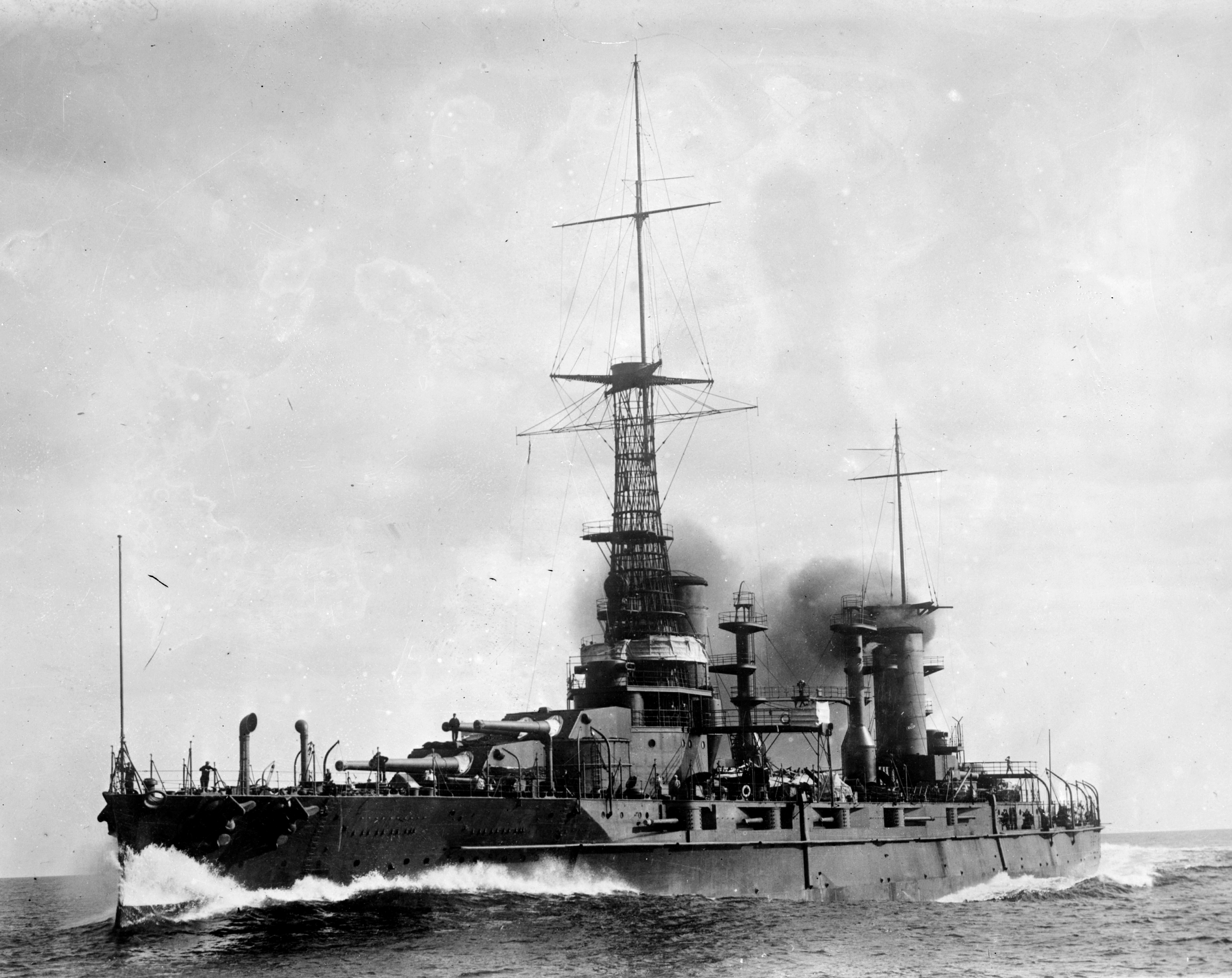
El acorazado argentino ARA Rivadavia

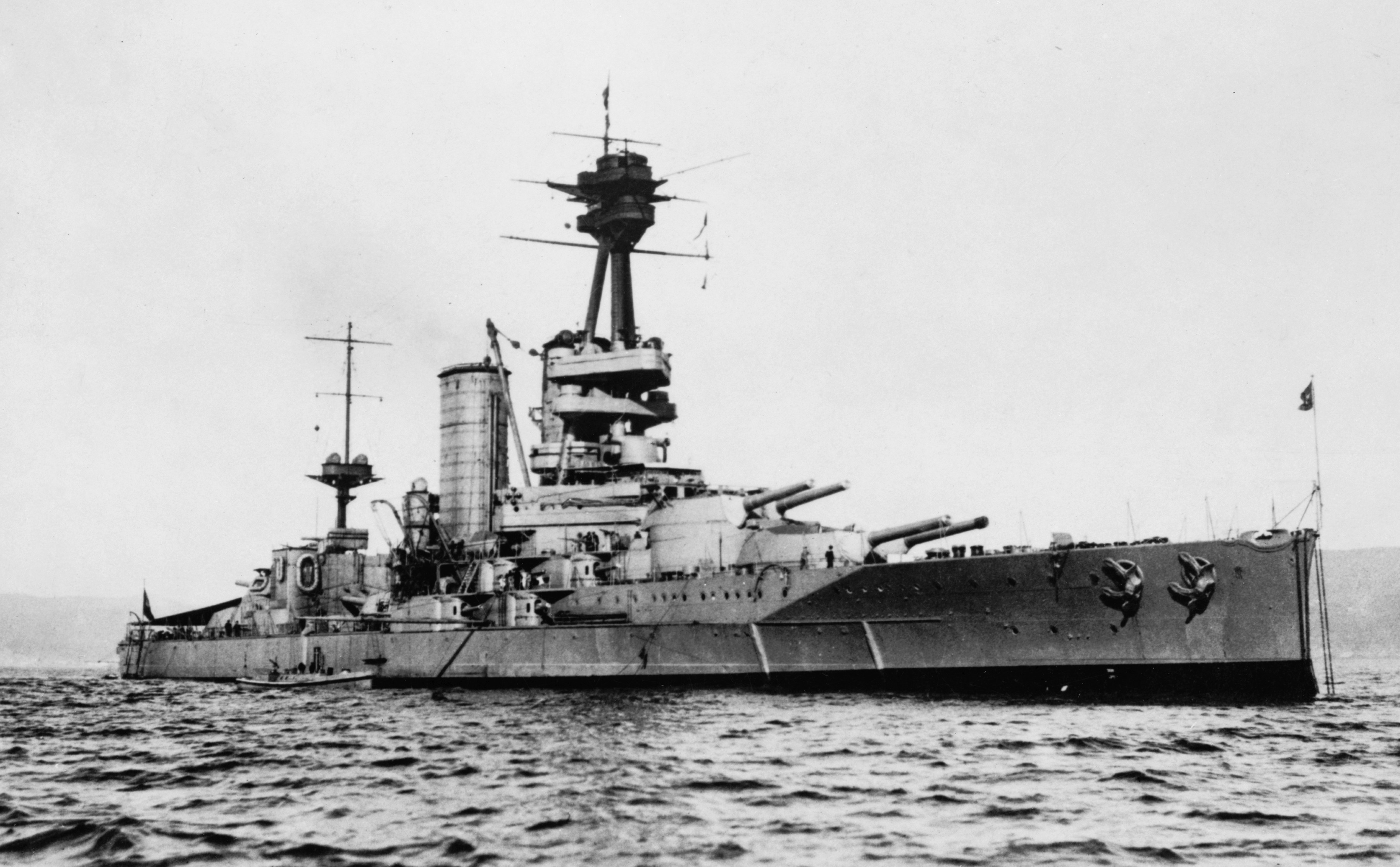
El acorazado chileno Almirante Latorre

Argentina reaccionó con gran alarma ante la iniciativa brasileña, y procedió rápidamente a anular los meses que aun restaban para el fin de las restricciones navales impuestas por el pacto de 1902 con Chile. [cita requerida]
En noviembre de 1906, el ministro de Relaciones Exteriores de Argentina, Manuel Augusto Montes de Oca, afirmó que cualquiera de los nuevos buques brasileños podría por sí solo destruir totalmente las flotas argentina y chilena. A pesar de la aparente exageración, su declaración -hecha antes de que el Gobierno brasileño volviese a ordenar los barcos con especificaciones de dreadnoughts- terminó por ser cercana a la realidad: en 1910, al menos, los nuevos acorazados brasileños eran en el papel más poderosos que cualquier otro barco del mundo, y evidentemente más poderosos que cualquier barco de las marinas argentina o chilena. Con esto en mente, la Journal of the American Society of Naval Engineers opinó que el mantener en servicio la viejas clases Libertad o Capitán Prat (respectivamente) no era un desperdicio de dinero.[cita requerida]

### Otras armadas

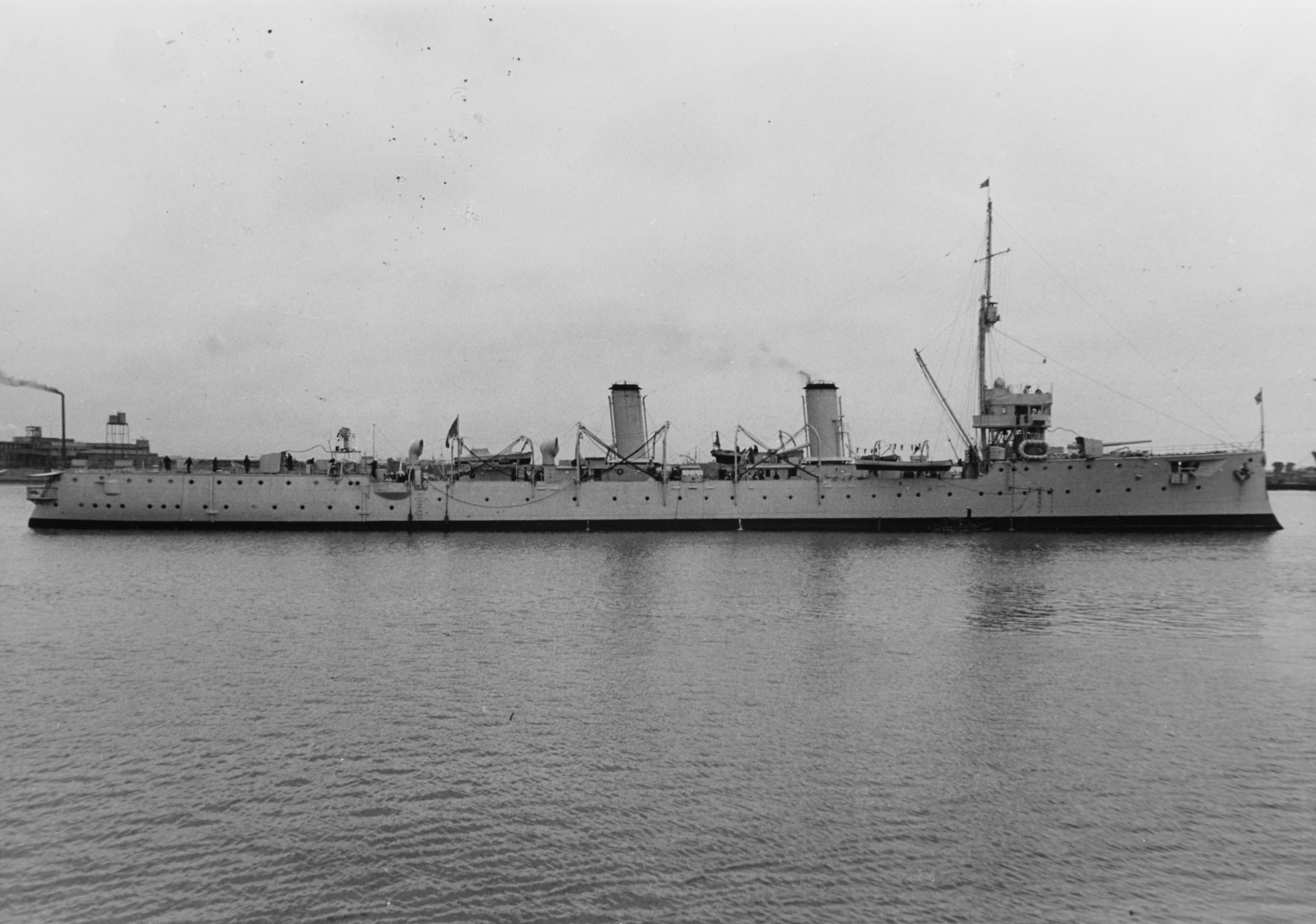
El crucero peruano Almirante Grau

Otras marinas de guerra sudamericanas, con menos recursos y poca experiencia en el manejo de grandes buques, no estaban en capacidad de responder en la misma medida. La Marina de Guerra del Perú, la cuarta más grande del continente, había sido diezmada durante la campaña naval de la guerra del Pacífico contra Chile (1879-83), y pasaron más de 20 años hasta que el Gobierno peruano estuvo en capacidad de contratar la construcción de dos nuevos barcos, el Almirante Grau y el Coronel Bolognesi, cruceros rápidos que fueron entregados en 1906 y 1907. [cita requerida]
A estos se unieron dos submarinos y un destructor construidos en Francia. Proceedings reportó en 1905 que el Gobierno peruano tenía intenciones de poner en marcha un proyecto de ampliación con un costo de 7 millones de dólares, que sumaría a su marina de guerra tres acorazados predreadnought del tipo Swiftsure, tres cruceros acorazados, seis destructores y numerosos barcos más pequeños. El plan no llegó a ponerse en práctica y, aunque la Marina de Guerra peruana había firmado el contrato de compra de un crucero acorazado francés obsoleto, el Dupuy de Lôme, nunca lo terminó de pagar.[cita requerida]
Durante el mismo período otras marinas sudamericanas adquirieron también buques más pequeños. La Armada Uruguaya compró en 1908 el crucero italiano Dogali y lo renombró como Montevideo además de adquirir el torpedero Uruguay de 1.400 toneladas largas (1.422 t) en 1910. La Armada Venezolana compró en 1912 a los Estados Unidos el Mariscal Sucre, un antiguo crucero protegido español de 1143 t. La Armada del Ecuador añadió a su inventario un torpedero chileno en 1907, lo renombró como Libertador Bolívar, complementando su flota de dos avisos, ambos de cerca de 810 t, dos vapores pequeños y una lancha guardacostas.[cita requerida]

## Lista de los barcos pertinentes
| Barco | País                                                          | Desplazamiento                        | Armamento principal | Armador             | Autorizado               | Botado                   | Completado      | Destino |
| --- | ------------------------------------------------------------- | ------------------------------------- | ------------------- | ------------------- | ------------------------ | ------------------------ | --------------- | --- |
| Minas Geraes | Bandera de Brasil                                             | 18 976 long tons (lt) 19 281 tons (t) | Doce 12-inch/45 cal | Armstrong Whitworth | 17 de abril de 1907      | 10 de septiembre de 1908 | Enero de 1910   | Desguazado a inicios de 1954 |
| São Paulo | Bandera de Brasil                                             | 18 803 lt/19 105 t                    | Doce 12-inch/45 cal | Vickers             | 30 de abril de 1907      | 19 de abril de 1909      | Julio de 1910   | Hundido en camino al desguazadero, noviembre de 1951                                                                                        |
| Rio de Janeiro | Bandera de Brasil · Bandera otomana · Bandera del Reino Unido | 27 410 lt/27 850 t                    | Catorce 12-inch/45  | Armstrong           | 14 de septiembre de 1911 | 22 de enero de 1913      | Agosto de 1914  | Adquirido por el Imperio otomano en 1913; capturado por el Reino Unido en 1914 y terminado como HMS Agincourt; desguazado a inicios de 1924 |
| Riachuelo | Bandera de Brasil                                             | 30 000 lt/30 500 t                    | Ocho 15-inch/45     | Armstrong           | –                        | –                        | –               | Cancelado después del inicio de la Primera Guerra Mundial                                                                                   |
| Rivadavia | Bandera de Argentina                                          | 27 500 lt/27 900 t                    | Doce 12-inch/50     | Fore River          | 25 de mayo de 1910       | 26 de agosto de 1911     | Diciembre 1914  | Desguazado a inicios de 1959 |
| Moreno | Bandera de Argentina                                          | 27 500 lt/27 900 t                    | Doce 12-inch/50     | Fore River          | 9 de julio de 1910       | 23 de septiembre de 1911 | Febrero de 1915 | Desguazado a inicios de 1957 |
| Almirante Latorre | Bandera de Chile · Bandera del Reino Unido                    | 28 100 lt/28 600 t                    | Diez 14-inch/45     | Armstrong           | 27 de noviembre de 1911  | 27 de noviembre de 1913  | Octubre de 1915 | Adquirido por el Reino Unido, 1914; readquirido por Chile, 1920; desguazado a inicios de 1959                                               |
| Almirante Cochrane | Bandera de Chile · Bandera del Reino Unido                    | –                                     | –                   | Armstrong           | 20 de febrero de 1913    | 8 de junio de 1918       | Febrero de 1924 | Adquirido por el Reino Unido, 1914; convertido en Portaviones; hundido el 11 de agosto de 1942                                              |
| Clave: Brasil Argentina Chile Imperio Otomano Reino Unido |                                                               |                                       |                     |                     |                          |                          |                 | |
| Estadísticas compiladas de: Preston, "Great Britain," 38; Scheina, Naval History, 321–22; ———, "Argentina," 401; ———, "Brazil," 404; Topliss, "Brazilian Dreadnoughts," 249–51, 281–83, 286. |                                                               |                                       |                     |                     |                          |                          |                 | |

| |
| El acorazado clase Minas Geraes fue diseñado, construido y completado antes que los otros acorazados sudamericanos, los que también eran más pequeños y no tan bien armados. Dos acorazados posteriores, Rio de Janeiro y Riachuelo, fueron planificados, pero el primero fue vendido al Imperio Otomano ante la caída de los ingresos del gobierno y el otro fue cancelado. |

| |
| El acorazado clase Rivadavia era el segundo comprado por un país sudamericano y el único que no fue construido por una compañía británica. Ordenado en respuesta a los clase Minas Geraes, eran mucho más grandes, llevaban dos armas de 12 pulgadas adicionales, y estaban siginificativamente mejor blindados que sus contrapartes brasileñas. |

| |
| Almirante Latorre fue el último acorazado sudamericano construido, y era más grande y mejor armado que sus contrapartes. El arreglo más eficiente de sus cinco torretas de 14 pulgadas, montadas en la línea central en vez de en echelon, le permitía al barco disparar por la banda sin dañar el navío. |